# Ільчук Максим Олександрович
Макси́м Олекса́ндрович Ільчу́к — майор Збройних сил України, учасник російсько-української війни, що відзначився під час російського вторгнення в Україну в 2022 році. Обіймає посаду начальника відділення — заступника командира загону в/ч А1182 (16 ЦІПСО) СЗГ ЗСУ

## Нагороди
- орден «Богдана Хмельницького» III ступеня (2022) — за особисту мужність і самовіддані дії, виявлені у захисті державного суверенітету та територіальної цілісності України, вірність військовій присязі.[1]